# 伊斯坦布爾歷史區
伊斯坦布爾歷史區是一個位處土耳其法蒂赫的區域遺產; 他在1985年被教科文組織錄入世界遺產。
歷史區的著名建築包括薩拉基里奧角、托卡比皇宮、索菲亞大教堂、蘇丹艾哈邁德清真寺、神聖和平教堂、澤伊雷克清真寺、蘇萊曼尼耶清真寺、小聖索菲亞大教堂以及君士坦丁堡城牆。

## 區域
這個世界遺產包括4個區域，使用其最負盛名的紀念碑說明城市歷史的主要階段：
- 考古公園，其涵蓋在1953年和1956年被定義在半島的尖端的範圍；
- 1980年和1981年被保護的蘇萊曼尼耶區域；
- 1979年被保護蘇萊曼尼耶區域；
- 1981年被保護的拜占庭城牆區域。